# Guido Bagatta
Guido Bagatta (Milano, 24 maggio 1960) è un giornalista, conduttore televisivo e conduttore radiofonico italiano.

## Biografia
Dopo aver studiato inglese e lettere negli Stati Uniti d'America presso l'Università della California di Santa Barbara, nel 1982 diventa telecronista commentando il secondo Superbowl di football americano NFL per la neonata Canale 5. Da allora ha realizzato oltre 1000 telecronache, per Canale 5, Italia 1, Telemontecarlo e Sportitalia, commentando in diretta 10 Superbowl e 4 finali di basket NBA; inoltre, è stato inviato a quattordici Olimpiadi.
Nel 1986 ha esordito in un programma non sportivo, partecipando a Studio 5, programma di Canale 5, per poi passare alla neonata pay-tv Tele+, per la quale ha condotto per tre stagioni il telegiornale sportivo Sportime. Successivamente, è passato ad Odeon TV e quindi a Telemontecarlo dove commenta il programma NBA Action prima di ritornare a Mediaset nel 1999 con la conduzione su Italia 1 di Real TV, durata per sei stagioni e il commento tecnico della terza serie di Robot Wars assieme a Marco Bellavia. Nel 2004 ha co-condotto per la Rai la prima edizione de La talpa in qualità di inviato sul posto. Inviato di Quelli che il calcio, è stato collaboratore del canale tematico Nuvolari. Cura inoltre una rubrica fissa di televisione all'interno del settimanale Vanity Fair.
Dall'ottobre 2006 è tornato a commentare le partite del basket NBA, per Sportitalia, dove faceva anche coppia fissa con Dan Peterson. Inoltre gli era stata affidata anche la conduzione quotidiana di NBA News. Dal 2009, ha commentato anche l'Eurolega, in virtù dell'acquisizione dei diritti da parte del canale sportivo. Nel 2009-2010, su AXN ha condotto Real Bagatta. Dal 2013 al 2017 ha commentato le partite trasmesse su Italia 1, Italia 2 e Premium Sport del campionato americano NFL, compreso il ProBowl e il Superbowl. Nel 2015/2016/2017 ha condotto il gala Capodanno on Ice trasmesso da Italia 1 in prima serata.
Dal luglio 2017 al maggio 2018 è stato presidente e presidente onorario della Pallacanestro Mens Sana Siena.
Dal 2019 al gennaio 2022 ha condotto il programma “Take it easy” con Tamara Donà in drivetime su Radio Monte Carlo con eccellenti indici di ascolto. Il 10 gennaio l’emittente ha emesso un comunicato in cui informava che Bagatta aveva scelto altre strade professionali e lo ringraziava per “tre anni proficui”
Dal febbraio 2022 conduce "Guido dalle 7" primo "radiocast" della storia italiana, disponibile in streaming su tutte le piattaforme.
Dal 2018 è il volto del basket italiano per il gruppo Warner Bros. Discovery.
A settembre 2022 torna a Radio Deejay conducendo prima la fascia 14-17 del weekend per qualche settimana e poi la 19-20 con  il "GiBi Show" (storico programma nato nel 1996) sempre il sabato e la domenica.
Dal 2025 è ospite fisso di Summer Camp, programma di Radio DJ.

## Televisione
- Studio 5 (Canale 5, 1986-1987) Co-conduttore
- Sportime (TELE+, 1987-1990)
- NBA Action (Telemontecarlo, 1991-1998)
- Real TV (Italia 1, 1999-2003)
- Robot Wars (Italia 1, 2000-2001)
- Quelli che il calcio (Rai 2, 2003-2004) Inviato
- La talpa (Rai 2, 2004) Inviato
- NBA News (Sportitalia, 2006-2008)
- Real Bagatta (AXN, 2009-2001)
- Capodanno On Ice (Italia 1, 2015-2017)
- Suzuki Ice Gala (Nove, 2024)

## Opere
- Mi voleva Riley - e ho toccato Jordan (1997)
- Il fidanzato ideale (2004, Eagle Pictures).
- La mia vita bassa (2005, Baldini e Castoldi).
- Little Luca e la maschera meravigliosa (2006).
- La mia nuova vita bassa, (2007, Sonzogno editore).
- In viaggio con i Jonas Brothers (2008, Rizzoli).
- L'amore è servito (2013, Fabbri Editore).
- 72 ore (2016, Cairo editore).
- Pensione Maria (2017, Cairo Editore).
- Chiama il Cerca Animali (2020, Rizzoli Editore).
- In volo con il prescelto. Io e Lebron James ad alta quota (2024, Cairo editore).